# Semnostoma barathrota
Semnostoma barathrota är en fjärilsart som beskrevs av Edward Meyrick 1918. Semnostoma barathrota ingår i släktet Semnostoma och familjen stävmalar. Inga underarter finns listade i Catalogue of Life.